# Ronald Evans
Ronald Ellwin Evans (10. listopadu 1933, St. Francis, Kansas, USA – 7. dubna 1990, Scottsdale, Arizona, USA) byl americký vojenský letec a astronaut z Apolla 17.

## Život

### Mládí a výcvik
Dětství strávil v Topece, hlavním městě Kansasu. Po základní a střední škole zde absolvoval i elektrotechnickou fakultu (University of Kansas). A také se zde seznámil a oženil s Janet Pollmovou. Ještě na fakultě v Kansasu prodělal dobrovolný vojenský výcvik a pak, s diplomem inženýra, nastoupil k vojenskému námořnictvu. Tady také začal s létáním na cvičných strojích. Pak byl převelen na tři roky k bojovému útvaru jako stíhací letec v Tichomoří. Po návratu do USA byl dva roky leteckým instruktorem a studoval na postgraduální škole vojenského námořnictva. Skončil ji úspěšně v roce 1964 a nastoupil u letky VF-51 na letadlovou loď Ticonderoga.
V roce 1966 jej přijali do páté skupiny připravujících se astronautů u NASA. To znamenalo další studium a další cvičné lety, ač měl už na reaktivních letounech nalétáno přes 4000 hodin. Byl zařazen do podpůrných posádek Apollo 7, Apollo 11 a do záložní posádky Apolla 14. Až na konci programu Apolla se konečně do vesmíru dostal.

### Let do vesmíru
Ke svému jedinému letu do vesmíru odstartoval z mysu Canaveral v lodi Apollo 17. Byla to šestá expedice na Měsíc, v ní zastával místo pilota velitelské sekce kosmické lodi. Na palubě s ním letěli Eugene Cernan a Harrison Schmitt, kteří na Měsíci přistáli. Obletěl 75x Měsíc, nalodil oba své druhy a po 12 dnech ve vesmíru všichni tři přistáli s pomocí padáků ve své kabině na hladině Tichého oceánu. Během zpátečního letu absolvoval výstup mimo loď (tzv.EVA) kvůli demontáží kazet filmů..
- Apollo 17 (7. prosince 1972 – 19. prosince 1972)

### Po skončení letů
V lednu 1973 byl námořní kapitán Evans jmenován do záložní posádky letu Apollo-Sojuz (ASTP/EPAS). O tři roky později z armády definitivně odešel a v roce 1977 i z NASA. Stal se viceprezidentem společnosti Western America Energy Corporation v Scottsdale, stát Arizona.